# 罗士琳
罗士琳（1783年—1853年），字茗香，甘泉（今江苏省扬州市江都县）人，清朝数学家。
父罗克昭，與許桂林之父许阶亭成為莫逆之交。少时曾从舅父秦恩復受举子业，因不感兴趣，很快放棄。嘉慶六年（1801年），秦恩复延聘數學名家汪萊設館於家，罗士琳因受汪莱影响，乃尽弃举子业。以监生循例贡太学，曾考取天文生。当时阮元掌国子监算学，故罗士琳被称为出于阮元之门。嘉庆十三年（ 1808年）阮元在杭州开創詁經精舍，罗士琳入诂经精舍学习。在靈台供职七年，罗士琳在京师受学於戴敦元。后周游于江淮间，與數學高手切磋，殚精算学。咸丰元年，恩诏徵举孝廉方正之士，以老病辞。咸丰三年春，太平天国攻陷扬州，死於亂軍之中，时年70岁。著有《四元玉鉴细草》二十四卷，《校正算学启蒙》三卷，《校正割圜密率捷法》四卷，《续畴人传》六卷，《句股容三事拾遗》三卷，《三角和较算例》一卷，《演元九式》一卷，《台锥积演》一卷，《周无专鼎铭考》一卷，《弧矢算术补》一卷，《推算日食增广新术》一卷。

## 延伸阅读
[在维基数据编辑]
 《清史稿·卷507》，出自趙爾巽《清史稿》